# Her Supreme Sacrifice (film 1913)
Her Supreme Sacrifice è un cortometraggio muto del 1913. Il nome del regista non viene riportato nei credit.

## Produzione
Il film fu prodotto dalla Pyramid Film Company.

## Distribuzione
Distribuito dalla Warner Features Company (come Warner's Feature Film Company), il film - un cortometraggio in tre bobine - uscì nelle sale cinematografiche USA nell'ottobre 1913.